# Мирто (Месина)
Мирто (итал. Mirto) је насеље у Италији у округу Месина, региону Сицилија.
Према процени из 2011. у насељу је живело 874 становника. Насеље се налази на надморској висини од 484 м.

## Становништво
Према резултатима пописа становништва 2011. у општини је живело 1.000 становника.
| 1931. | 1936. | 1951. | 1961. | 1971. | 1981. | 1991. | 2001. | 2011. |
| ----- | ----- | ----- | ----- | ----- | ----- | ----- | ----- | ----- |
| 2.072 | 2.184 | 2.101 | 1.975 | 1.695 | 1.444 | 1.244 | 1.104 | 1.000 |